# Tapmuk (Arjeplogs socken, Lappland, 738155-159699)
Tapmuk är en sjö i Arjeplogs kommun i Lappland och ingår i Piteälvens huvudavrinningsområde. Sjön har en area på 0,183 kvadratkilometer och ligger 781 meter över havet. Tapmuk ligger i Piteälven Natura 2000-område. Sjön avvattnas av vattendraget Vuoulakjåkkå.

## Delavrinningsområde
Tapmuk ingår i det delavrinningsområde (738160-159877) som SMHI kallar för Inloppet i Sluppojaure. Medelhöjden är 724 meter över havet och ytan är 13,91 kvadratkilometer. Det finns inga avrinningsområden uppströms utan avrinningsområdet är högsta punkten. Vuoulakjåkkå som avvattnar avrinningsområdet har biflödesordning 3, vilket innebär att vattnet flödar genom totalt 3 vattendrag innan det når havet efter 237 kilometer. Avrinningsområdet består mestadels av skog (62 procent) och kalfjäll (37 procent). Avrinningsområdet har 0,24 kvadratkilometer vattenytor vilket ger det en sjöprocent på 1,7 procent.